# مارسيل ديلين
مارسيل ديلين (بالألمانية: Marcel Deelen)‏ هو لاعب كرة قدم ألماني في مركز ظهير ‏، ولد في 28 مارس 1994 في غروناو في ألمانيا. شارك مع منتخب ألمانيا تحت 18 سنة لكرة القدم.

## وصلات خارجية
- مارسيل ديلين على موقع قاعدة بيانات كرة القدم.إي يو (الإنجليزية)
- مارسيل ديلين على موقع عالم كرة القدم.نت (الإنجليزية)